# Generosion
Generosion (alternative Schreibweise Gen-Erosion) bezeichnet den Verlust von genetischer Diversität innerhalb einer wilden oder domestizierten Pflanzen- oder Tierpopulation. Darüber hinaus wird der Begriff für den Rückgang der Biodiversität durch das Aussterben von Pflanzen- und Tierarten genutzt.

## „Generosion“ als Synonym für Artenrückgang
Die Nutzung des Begriffs „Generosion“ zur Benennung eines allgemeinen, artübergreifenden Rückganges der Biodiversität in globalem Maßstab oder in einem bestimmten Ökosystem ist ungeeignet, wenn nicht sogar unsinnig, da es relativ trivial ist, dass mit Verringerung der Biodiversität auch die genetische Diversität abnimmt.
Vor allem aber besitzt die genetische Diversität hinsichtlich zwischenartlicher (interspezifischer) Beziehungen keinerlei Bedeutung, da Individuen verschiedener Arten keine oder zumindest keine fortpflanzungsfähigen Nachkommen miteinander zeugen können. Daher ist in diesem Fall konkret von einem „Rückgang der Biodiversität“ oder „Rückgang der Artenvielfalt“ zu sprechen, anstatt von „Generosion“. Richtig ist aber, dass Generosion innerhalb einer Art (also Generosion im eigentlichen Sinn) letztlich zum Aussterben einer Art beitragen kann (siehe unten).

## Generosion im eigentlichen Sinn
Eine weit größere Bedeutung besitzt die genetische Diversität innerhalb einer Art (intraspezifisch), weshalb der Ausdruck „Generosion“ auch nur in diesem speziellen Zusammenhang angewendet werden sollte. Generosion bei wilden Pflanzen und Tieren kann natürliche Ursachen haben, kann aber auch aus einer  mehr oder weniger direkten Einwirkung des Menschen auf die betroffenen Populationen (Verdrängung, Bejagung) resultieren. Bei Nutzpflanzen und -tieren muss unterschieden werden zwischen Generosion innerhalb einer Zuchtlinie durch gezielte Inzucht, und Generosion innerhalb einer Nutzpflanzen- oder -tiergruppe durch Verdrängung einer großen Vielfalt lokaler oder regionaler Sorten und Rassen durch einige wenige überregional verbreitete Sorten und Rassen.

### Wilde Populationen

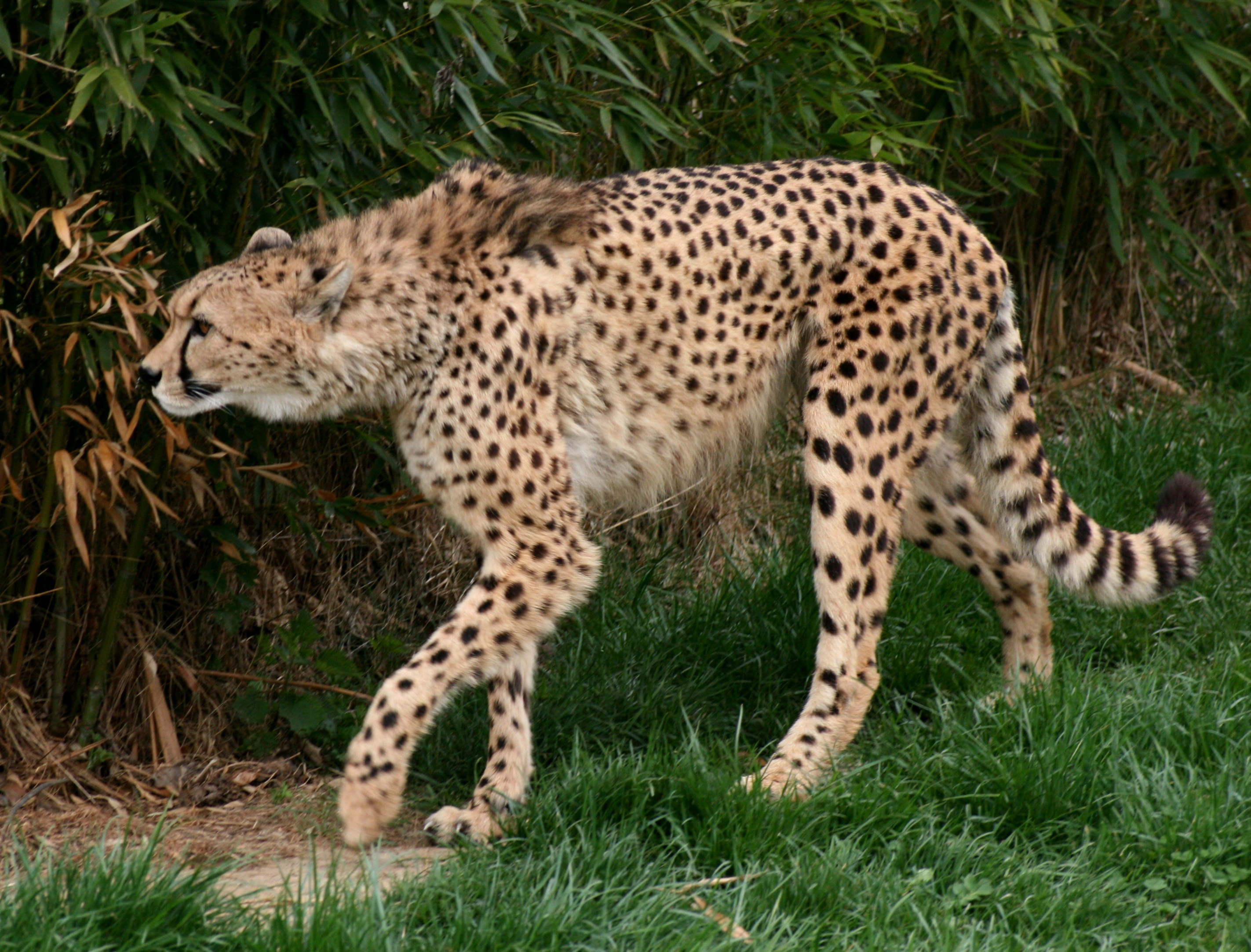
Der Gepard (Acinonyx jubatus) gilt als Paradebeispiel für eine „genetisch erodierte“ Tierart.

Wird die Gesamtpopulation einer Art in mehrere voneinander isolierte Einzelpopulationen geteilt, die jeweils nur wenige Individuen umfasst, oder schrumpft sogar die Gesamtpopulation auf nur wenige Individuen zusammen, kann die genetische Verarmung, die daraus resultiert, durch z. B. Inzuchtdepression zum völligen Zusammenbruch der einzelnen Teilpopulationen oder der gesamten Restpopulation und damit zum Aussterben der Art führen. Somit ist Generosion i. e. S. ein Mechanismus für Artensterben.
Stirbt die Art jedoch nicht aus und erholt sich die Gesamtpopulation wieder, ist die nun wieder größere Population infolge der vormals auftretenden Generosion genetisch deutlich uniformer als es die annähernd gleich große Population vor der Krise war. Ein solches „Generosionsereignis“ ohne Aussterben wird als genetischer Flaschenhals bezeichnet. Als Paradebeispiel für vermutlich natürlich verursachte Generosion gilt im Tierreich der rezente Gepard (Acinonyx jubatus), dessen genetische Uniformität auf ein „Generosionsereignis“ an der Wende vom Pleistozän zum Holozän zurückgeführt wird. Die somit ohnehin geringe genetische Vielfalt der Gepardenpopulation, durch den Einfluss des Menschen überdies in zahlreiche Einzelpopulationen zersplittert, verschlechtert die Überlebenschance der heute stark bedrohten Art zusätzlich. Eine wahrscheinlich durch den Einfluss des Menschen von Generosion betroffene Wildtierart ist der Iberische Luchs (Lynx pardinus).

### Domestizierte Pflanzen und Tiere

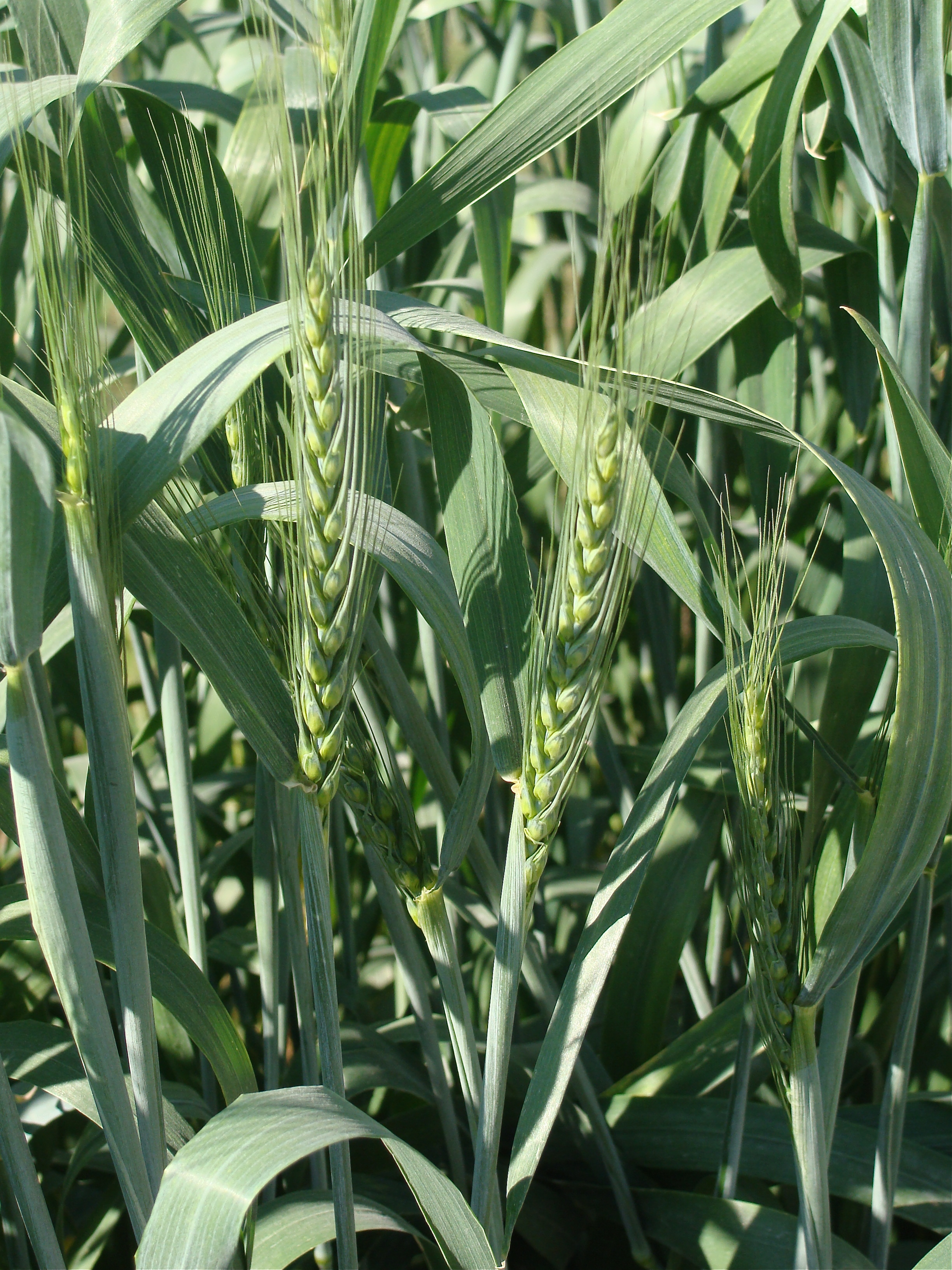
Die Getreideart Triticum aestivum (Weichweizen) ist in Europa heute genetisch deutlich uniformer als sie es vor 100 Jahren war. Die Abbildung zeigt unreife Ähren von „Viglaska“, einer lokalen Winterweichweizensorte in der Slowakei (hier im Jardin des Plantes in Paris).

Der vor allem im Zusammenhang mit Hunderassen oft genutzte Ausdruck „Überzüchtung“ bezeichnet unter anderem die negativen Auswirkungen der vom Menschen durch gezielte Inzucht herbeigeführten Generosion in einer Zuchtlinie.
In den Agrarwissenschaften wird die Abnahme der Kulturpflanzensorten-Vielfalt (engl.: landrace agrobiodiversity) als Generosion bezeichnet. Aus Zeiten der vorindustriellen Landwirtschaft stammende lokale (indigene) Sorten, die das Ergebnis einer Anpassung an die lokalen natürlichen und anthropogenen Bedingungen sind, werden seit Einführung moderner landwirtschaftlicher Technologien, mit der eine überregionale Verbreitung neu gezüchteter (oder, in jüngster Zeit, mittels Gentechnik entwickelter), ertragreicherer, robusterer Nutzpflanzensorten einhergeht, zunehmend verdrängt. In Europa betraf und betrifft dies z. B. Weizen (Triticum aestivum, T. durum), wobei in Italien zwischen 1920 und 1950 pro Jahr etwa 13 % der lokalen Weizensorten verschwanden (heute liegt der Schwund bei unter 1 % bis 4 %) und in Griechenland nahm der Anteil lokaler Weizensorten von über 80 % um 1930 bis auf 10 % Mitte der 1960er Jahre ab. Bei der genetischen Diversität von Reis in Süd- und Südostasien konnte im Zeitraum zwischen 1962 und 1995 jedoch keine signifikante Verringerung festgestellt werden.
Der Prozess der Generosion bei Nutzpflanzen wird, nach Angaben globalisierungskritischer Nichtregierungsorganisationen, wie z. B. GRAIN, in Ländern, in denen die Industrialisierung der Landwirtschaft noch in den Anfängen steckt (vor allem in Asien und Lateinamerika) durch Saatgutkonzerne aus den Industrieländern zusätzlich forciert, die, unterstützt durch die UPOV (Union Internationale pour la Protection des Obtentions Vegetales, dt. „Internationaler Verband zum Schutz von Pflanzenzüchtungen“), die Kleinbauern in diesen Ländern mit patentiertem Saatgut von sich abhängig machen und so immer größere Bereiche der Nahrungsmittelproduktion unter ihre Kontrolle bringen.